# ایستگاه سن-لازار
ایستگاه سن-لازار (فرانسوی: Gare Saint-Lazare‎) یا گار سو-لازا یکی از شش ایستگاه راه‌آهن بزرگ در شهر پاریس، فرانسه است.
این ایستگاه که در سال ۱۸۳۷ تاسیس شده به خط راه‌آهن پاریس-لو آور متصل است.

## نگارخانه

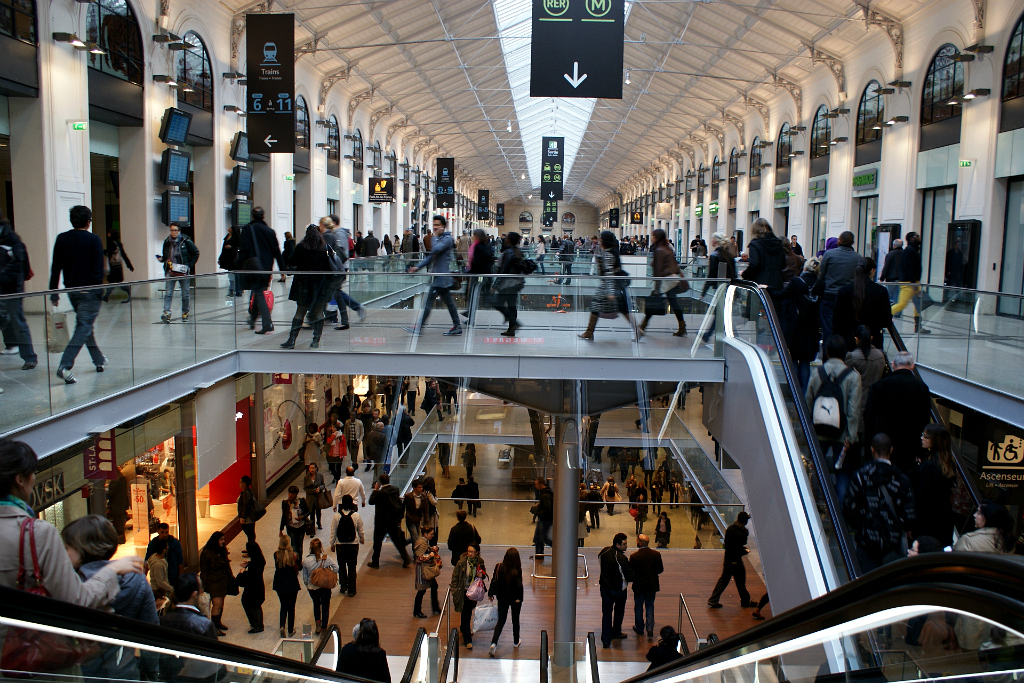
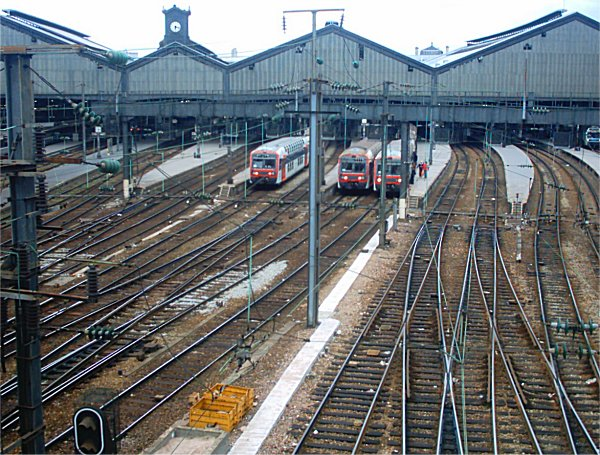
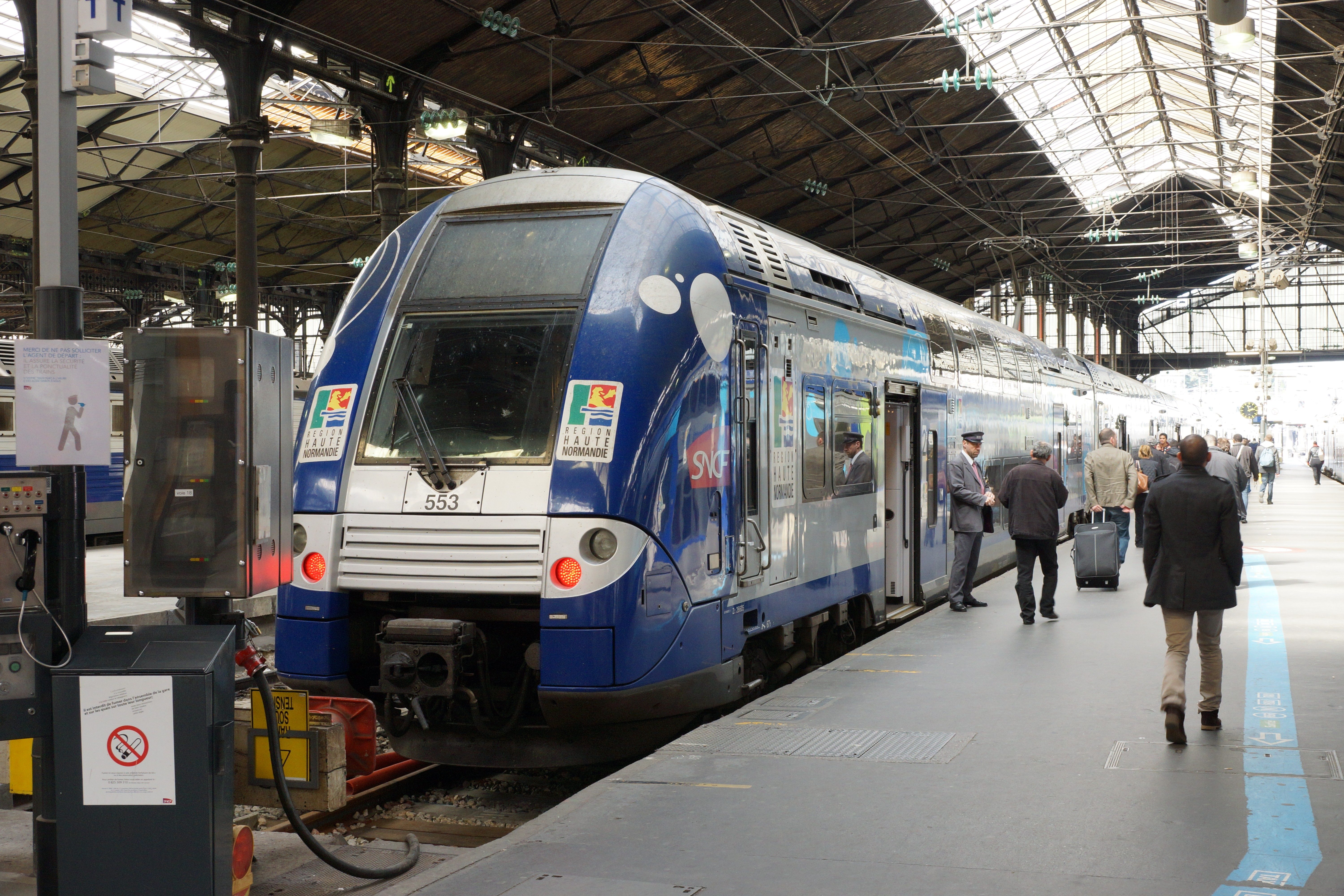
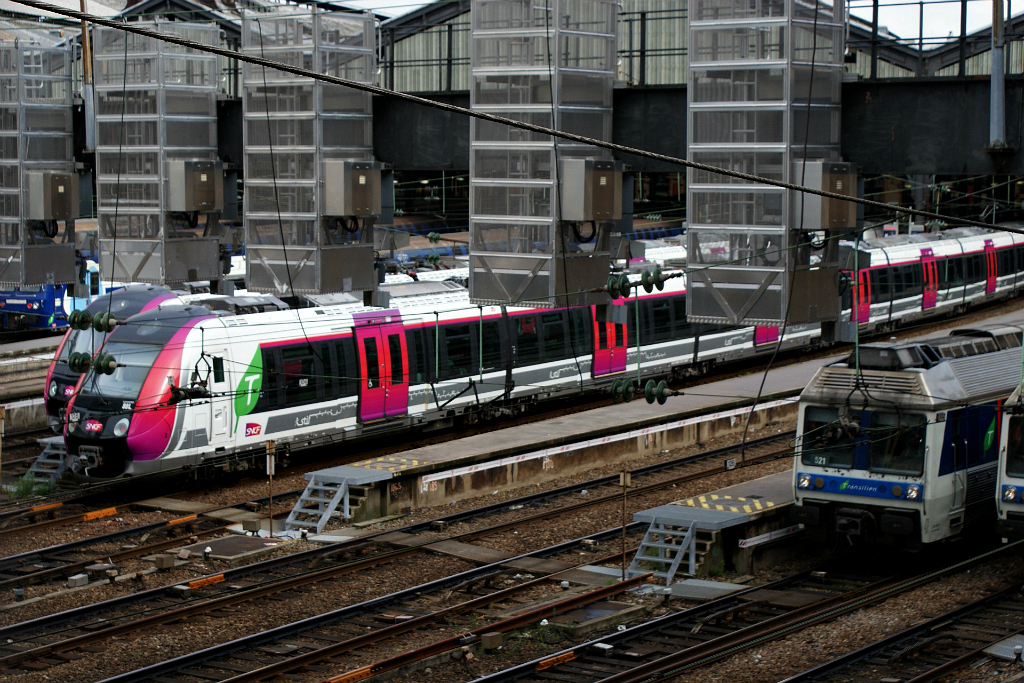